# Dragon Ball: Yo! Son Goku and His Friends Return!!
Dragon Ball: Yo! Son Goku and His Friends Return!! (ドラゴンボール オッス! 帰ってきた孫悟空と仲間たち!!, Doragon Bōru Ossu! Kaette Kita Son Gokū to Nakama-tachi!!, lit. "Dragon Ball: O Retorno de Goku e Seus Amigos!!") é um filme de animação japonesa que faz parte da franquia Dragon Ball criada por Akira Toriyama. Foi dirigido por Yoshihiro Ueda e escrito por Takao Koyama, a partir de uma história feita por Toriyama.  Sua estreia no Japão se deu a 21 de setembro de 2008, no festival Jump Super Anime Tour (JSAT), em comemoração ao 40º aniversário da revista de mangás Weekly Shonen Jump.

## Elenco de vozes
Abaixo está listado os dubladores (seiyū, no Japão) dos personagens. 
- Masako Nozawa como Goku, Gohan, Goten
- Ryō Horikawa como Vegeta
- Tōru Furuya como Yamcha
- Mayumi Tanaka como Kuririn, Yajirobe
- Toshio Furukawa como Piccolo
- Hiromi Tsuru como Bulma
- Naoki Tatsuta como Oolong
- Naoko Watanabe como Chi-Chi, Pual
- Takeshi Kusao como Trunks
- Hiroshi Masuoka como Mestre Kame
- Yūko Minaguchi como Videl
- Daisuke Gōri como Mr. Satan
- Miki Itō como Androide 18
- Masakazu Morita como Tarble
- Kumiko Nishihara como Gure
- Yūsuke Numata como Abo
- Kazunari Tanaka como Kado
- Yasunori Masutani como Aka

A razão para o não aparecimento do personagem Tenshinhan foi porque seu seiyū até então, Hirotaka Suzuoki, havia falecido. 

## Produção
Produzido pelo estúdio de animação Toei Animation, Dragon Ball: Yo! Son Goku and His Friends Return!! foi anunciado pela primeira vez na edição de 21 de abril da revista Weekly Shonen Jump. Foi afirmado que o filme iria estrear junto com ONE PIECE: Romance Dawn Story no evento Jump Super Anime Tour, e palestrar dez cidades japonesas para celebrar o 40º aniversário da Shonen Jump.  Na edição de 09 de junho da Weekly Shonen Jump, foi anunciado que a história seria baseada em um conceito original de Akira Toriyama, o criador de Dragon Ball, revisitando a narrativa cômica vista no início da série.  A edição seguinte de agosto da V Jump revelou uma pequena dica do enredo e que pelo menos três novos personagens apareceria. 

## Mangá
Na edição de fevereiro da V Jump, foi anunciado que estavam trabalhando em uma adaptação em mangá de Dragon Ball: Yo! Son Goku and His Friends Return ilustrada por Naho Ōishi; que foi publicada nas edições de 21 março e 21 de abril de 2009 da revista.  Posteriormente, o mangá, intitulado JSAT Ban Dragon Ball Ossu! Kaettekita Son Goku to Nakama Tachi!!, foi lançado em três volumes totalmente colorido. 